# Quérénaing
Quérénaing é uma comuna francesa na região administrativa de Altos da França, no departamento do Norte. Estende-se por uma área de 4.32 km². Em 2010 a comuna tinha 901 habitantes (densidade: 208,6 hab./km²).